# Pinocheques
«Pinocheques» es el nombre con el que se conoce un caso de corrupción en Chile ocurrido en 1989, y que tuvo como protagonistas a Augusto Pinochet Hiriart y su padre Augusto Pinochet Ugarte, líder de la dictadura militar desarrollada durante aquel periodo. También se llama así a los cheques entregados por Augusto Pinochet a su hijo, y que fueron la causa central del conflicto. El caso no pudo nunca abrirse oficialmente durante el período de Transición a la Democracia producto de diversas presiones de Augusto Pinochet y del Ejército de Chile, siendo finalmente cerrado en 1995 sin ninguna pena para los autores.

## Antecedentes
En 1984, Augusto Pinochet Hiriart, primogénito del dictador Pinochet y su esposa Lucía Hiriart, usando a un amigo como testaferro, compró la empresa metalúrgica Nihasa Limitada, cambiando pronto su nombre por el de PSP. Entre sus contratistas figuraron la empresa Cema Chile, dirigida por su madre, para la cual elaboró los adornos de metal de sus sedes, así como el Ejército de Chile, para quienes acondicionó sus camionetas y jeeps para adaptarlos convenientemente para el enfrentamiento en contra de las manifestaciones.

## El fraude
En 1987, PSP compra Valmoval, empresa dedicada a la administración de fusiles, administrada por el Ejército y que se había declarado recientemente en quiebra. Dos años después, el ejército vuelve a comprar dicha empresa, siendo la transacción pagada por su padre, Augusto Pinochet, a través de tres cheques —los llamados «pinocheques»— por un monto cercano a los 3 millones de dólares.
Luego de la venta, Pinochet Hiriart junto a su esposa de entonces, María Molina Carrasco, y sus cinco hijos, regresaron a Estados Unidos (habían vivido anteriormente en Los Ángeles) a la ciudad de Sacramento, California, donde abrió diversas cuentas bancarias a nombre de su esposa e hijos, con el fin de ocultar su dinero. Una cuenta de María Molina en el Banco Gran América de Sacramento acabaría acumulando un millón y medio de dólares. Con el dinero, Pinochet tenía pensado instalar una empresa de gimnasios y academias de karate, planes que no alcanzó a realizar, por motivos familiares, de infidelidades de su esposa con su guardaespaldas.

## Conocimiento del caso y acciones militares

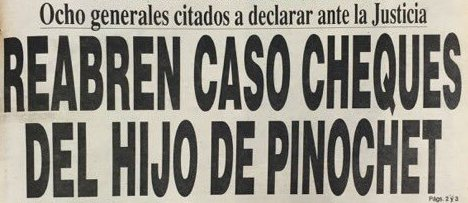
Portada del Diario La Nación donde informaban reapertura del caso «Pinocheques».

El caso se filtró en la prensa a pesar de haberse realizado en secreto. Sin embargo, el 19 de diciembre de 1990, ya en la transición a la democracia, el general Pinochet, quien continuó como comandante en jefe del Ejército hasta 1998, ordenó un acuartelamiento de tropas que se extendió hasta altas horas de la noche, presionando al gobierno del presidente Patricio Aylwin (1990-1994) para que no iniciara acciones legales. Posteriormente, en declaraciones de prensa se dijo que las acciones habían sido únicamente un «ejercicio de alistamiento y enlace».
El 28 de mayo de 1993, luego que el diario La Nación publicara una noticia con el titular «Reabren caso cheques del hijo de Pinochet», Pinochet inició nuevas presiones, esta vez más explícitas, reuniéndose en el Edificio de las Fuerzas Armadas, situado a unos 200 metros del Palacio de la Moneda, con oficiales del Ejército escoltados por soldados armados y vestidos con trajes de combate, por cuyas boinas negras al suceso se le conoció como «el boinazo». Aylwin se vio obligado nuevamente a ceder.
Durante el gobierno siguiente del presidente Eduardo Frei Ruiz-Tagle (1994-2000), la causa debía ser revisada por la Corte Suprema. Para esta ocasión, las presiones de los oficiales de Ejército se realizaron en 1995, vestidos de civil, a través de un «picnic» en las afueras del Penal de Punta Peuco, donde cumplían condena militar acusados por violaciones a los derechos humanos. El Presidente Frei, entonces, ordenó al Consejo de Defensa del Estado (CDE) que cerrara el caso definitivamente, aduciendo a la razón de Estado.

## Consecuencias
Pinochet Hiriart quedó finalmente impune por este caso. No obstante, la investigación sobre el origen de la fortuna de Pinochet se abrió en 2005, con el descubrimiento de más de un centenar de cuentas secretas que el dictador mantenía, bajo nombres falsos, en el Riggs Bank de Estados Unidos y en otras instituciones del extranjero. En esas cuentas había poco más de 26 millones de dólares, de acuerdo con los jueces que han investigado el caso en Chile, Sergio Muñoz, Carlos Cerda y ahora Manuel Valderrama, de los cuales más de 20 millones aparecen sin justificación legal. En el momento de fallecer, en diciembre de 2006, Pinochet estaba procesado por fraude tributario y uso de pasaportes falsos, además de estar desaforado (paso previo a un procesamiento) por malversación de fondos públicos.